# Golconda (Illinois)
Golconda è un comune degli Stati Uniti d'America, situato in Illinois, nella Contea di Pope, della quale è il capoluogo.